# Legitimationsprüfung
Legitimationsprüfung ist allgemein im Rechtswesen die Feststellung der Identität von Personen oder die Prüfung der Echtheit von Unterschriften auf Urkunden oder sonstigen Schriftstücken anhand von geeigneten Legitimationspapieren und speziell das gesetzlich von Kreditinstituten verlangte Verfahren zur Identifizierung von Kunden bei der Eröffnung von Konten, Depots oder Schließfächern und zur Prüfung der Identität bei Tafelgeschäften.

## Legitimationspapiere
Als geeignet zur  Legitimationsprüfung gelten in der Regel nur Personalausweis oder Reisepass. Andere Papiere wie Meldebescheinigung, Führerschein oder Betriebsausweise werden meist nicht akzeptiert. Personalausweise oder Reisepässe beinhalten alle für die Legitimation erforderlichen Personenangaben wie Name, Vorname, Geburtstag, Geburtsort, Staatsangehörigkeit und Wohnanschrift. Das Dokument muss zum Zeitpunkt der Legitimationsprüfung noch gültig sein. Außerdem müssen Verpflichtete des Geldwäschegesetzes (GwG) auch die ausstellende Behörde, Art des vorgelegten Dokuments (z. B. Personalausweis, Reisepass o. ä.) und die Ausweisnummer festhalten (§ 8 Abs. 2 Satz 1 GwG). Ein zur Überprüfung der Identität vorgelegter amtlicher Ausweis muss vom Verpflichteten vollständig kopiert oder digital erfasst werden (§ 8 Abs. 2 Satz 2 GwG).

## Grund der Legitimationsprüfung
Eine Legitimationsprüfung müssen weite Kreise der Wirtschaft, Verwaltung und Polizei/Gericht („Feststellung der Personalien“; § 163b StPO) vornehmen, jedoch wird der Begriff meist auf Kreditinstitute eingeengt. Allgemein sind im Zivilrecht Legitimationsprüfungen überall dort erforderlich, wo die Übereinstimmung einer geleisteten Unterschrift mit der auf den Legitimationspapieren vorhandenen Originalunterschrift durch Vergleich festgestellt werden muss. Stimmen beide Unterschriften überein, wird von der Echtheit der Unterschrift gesprochen, durch die die unterzeichneten Verträge, Schriftstücke oder Urkunden erst rechtswirksam werden. Mit seiner Unterschrift bringt der Unterzeichner den unbedingten Willen zum Ausdruck, die volle Verantwortung für den Inhalt des Schriftsatzes zu übernehmen. Nach § 416 ZPO vermittelt eine private und von ihrem Aussteller eigenhändig unterzeichnete Urkunde den vollen Beweis dafür, dass die in ihr enthaltene Erklärung vom Aussteller abgegeben wurde. Bei privaten Urkunden kommt es daher insbesondere auf die Echtheit der Unterschrift an; für den darüber stehenden Text besteht die (widerlegbare) gesetzliche Vermutung, dass auch er echt sei (§ 440 Abs. 2 ZPO). Der gute Glaube an die Echtheit einer Unterschrift genießt allerdings keinen Rechtsschutz. Wurde eine Legitimationsprüfung unterlassen, und geleistete Unterschriften stellen sich beim Rechtsstreit als ungültig heraus, sind entsprechende Verträge nichtig. Aus diesem Grunde empfiehlt es sich für jeden Vertragspartner, bei Verträgen eine vollständige Legitimationsprüfung durchzuführen. 
Außer bei Kreditinstituten kann auf eine Legitimationsprüfung nur dann verzichtet werden, wenn der Vertragspartner bei Unterzeichnung durch den anderen Vertragspartner anwesend war und damit die Eigenhändigkeit der Unterschrift beobachtet hat. Eine Legitimationsprüfung außerhalb von Kreditinstituten kann auch in jenen Fällen unterbleiben, wo es wiederholt zu Unterschriftsleistungen kommt und eine Erstprüfung stattgefunden hat. Mit der eigenhändigen Unterschrift bestätigt der Unterzeichnende, dass er den Inhalt einer Urkunde als rechtsverbindlich ansieht.
Auch Notare führen bei Beglaubigungen und Beurkundungen eine Legitimationsprüfung durch. Eine notarielle Beglaubigung ist das Zeugnis darüber, dass die Unterschrift oder das Handzeichen des Ausstellers in Gegenwart eines Notars zum angegebenen Zeitpunkt von dem Erklärenden vollzogen oder anerkannt worden ist (§§ 39 und 40 BeurkG). Sie bestätigt ferner, dass die im Beglaubigungsvermerk namentlich aufgeführte Person und der Erklärende identisch sind. Die Beglaubigung bezieht sich jedoch nur auf die Echtheit der Unterschrift und etwaige Vertretungsberechtigung. In einer Verhandlung vor dem Notar erklären die Beteiligten bei einer Beurkundung ihren Willen (§ 8 BeurkG), der nach Belehrung durch den Notar in eine Niederschrift aufgenommen, vorgelesen, genehmigt und von den Beteiligten und dem Notar eigenhändig unterschrieben wird (§§ 9 und 13 BeurkG). Notare prüfen die Vertretungsberechtigung auf notariellen Urkunden nach § 21 BNotO durch notarielle Einsichtnahme in ein Register in Form der Bescheinigung über eine Vertretungsberechtigung. Nach § 32 Abs. 1 Satz 1 GBO kann bei im Handels-, Genossenschafts-, Partnerschafts- oder Vereinsregister eingetragenen Vertretungsberechtigungen sowie das Bestehen juristischer Personen und Gesellschaften durch eine Bescheinigung nach § 21 Abs. 1 BNotO nachgewiesen werden.

## Legitimationsprüfung bei Kreditinstituten
Für Kreditinstitute in Deutschland gelten Sonderregelungen: 

### Eröffnung und Verwaltung von Konten, Depots und Schließfächern
Kontoführende Kreditinstitute müssen sich Gewissheit über Person und Anschrift des Verfügungsberechtigten verschaffen und die entsprechenden Angaben in geeigneter Form, bei Konten auf dem Konto, festhalten (Pflicht zur Kontenwahrheit). Steuerrechtlich wird hierbei von Identitätsprüfung gesprochen (§ 154 AO). Bei der Legitimationsprüfung ist nicht nur die Identität des Konto- oder Depotinhabers festzustellen, sondern auch die Identität etwaiger Kontobevollmächtigter. Sind die Kunden nicht präsent wie etwa bei Internetbanken, muss eine unpersönliche Legitimationsprüfung durchgeführt werden.
Die verbreitetste Methode dafür ist das Postident-Verfahren. Dabei überprüft die Post die Legitimationspapiere und leitet die Bestätigung der Legitimation dann an die jeweilige Bank weiter. Juristische Personen müssen sich anhand aktueller Auszüge aus dem Handelsregister, dem Vereinsregister, Genossenschaftsregister oder Partnerschaftsregister legitimieren. In dem Auszug sind der vollständige Name der juristischen Person, der Firmensitz und die Namen aller vertretungsberechtigten Personen aufgeführt. Eine weitere Möglichkeit ist in Deutschland durch den neuen elektronischen Personalausweis gegeben. Notwendig ist dafür ein mit dem Computer verbundenes Kartenlesegerät oder ein NFC-fähiges Mobiltelefon. Eine AusweisApp liest die erforderlichen Daten nach PIN-Eingabe aus dem Ausweis aus und überträgt sie verschlüsselt zum Kreditinstitut.

### Identifikation bei geldwäscherelevanten Transaktionen
Die Legitimationsprüfung dient hierbei der Umsetzung des „Know your customer“-Prinzips zur Verhinderung der Geldwäsche. Zu diesem Zweck sind Kreditinstitute nach § 10 Abs. 1 GwG gezwungen, Angaben zur Person zu erheben und die Identität zu überprüfen. In § 2 GwG wird jedoch der Kreis der identitätsprüfenden Institutionen weit über das Kreditwesen hinaus ausgedehnt. Danach erstreckt sich die Identitätsfeststellung auf Name, Geburtsort, Geburtsdatum, Staatsangehörigkeit und Anschrift (§ 11 Abs. 4 GwG). Diese Angaben müssen durch einen gültigen amtlichen Ausweis, der ein Lichtbild des Inhabers enthält und mit dem die Pass- und Ausweispflicht im Inland erfüllt wird, insbesondere anhand eines inländischen oder nach ausländerrechtlichen Bestimmungen anerkannten oder zugelassenen Passes, Personalausweises oder Pass- oder Ausweisersatzes verifiziert werden (§ 12 Abs. 1 GwG). Bei juristischen Personen oder Personengesellschaften ist der Auszug aus dem Handels- oder Genossenschaftsregister oder einem vergleichbaren amtlichen Register oder Verzeichnis anzufordern (§ 12 Abs. 2 GwG).

### Versicherungen
Eine Pflicht zur Legitimationsprüfung besteht auch für Versicherungsunternehmen bei ihren Antragstellern/Versicherungsnehmern, wenn die laufende Prämie im Jahr 1.000 Euro oder die Einmalprämie bzw. die Einzahlung in das Prämiendepot 2.500 Euro übersteigt. Inhaber dynamischer Verträge sind generell zu identifizieren.

## Rechtslage in Österreich
Die Vorschriften zur Legitimationsprüfung für Bankkunden sind im Finanzmarkt-Geldwäschegesetz (FM-GwG) beschrieben. Gemäß § 5 FM-GwG sind die in § 6 FM-GwG festgelegten Sorgfaltspflichten unter folgenden Umständen gegenüber Kunden anzuwenden:
2. bei Durchführung von allen nicht in den Rahmen einer Geschäftsbeziehung fallenden Transaktionen (gelegentliche Transaktionen),
a) deren Betrag sich auf mindestens 15 000 Euro oder Euro-Gegenwert beläuft, und zwar unabhängig davon, ob die Transaktion in einem einzigen Vorgang oder in mehreren Vorgängen, zwischen denen eine Verbindung offenkundig gegeben ist, getätigt wird, oder
b) bei denen es sich um Geldtransfers im Sinne des Art. 3 Z 9 der Verordnung (EU) 2015/847 von mehr als 1 000 Euro handelt; ist der Betrag in den Fällen der lit. a vor Beginn der Transaktion nicht bekannt, so sind die Sorgfaltspflichten dann anzuwenden, sobald der Betrag bekannt ist und festgestellt wird, dass er mindestens 15 000 Euro oder Euro-Gegenwert beträgt;
3. bei jeder Einzahlung auf Spareinlagen und bei jeder Auszahlung von Spareinlagen, wenn der ein- oder auszuzahlende Betrag mindestens 15 000 Euro oder Euro-Gegenwert beträgt;
4. wenn der Verdacht oder der berechtigte Grund zu der Annahme besteht, dass der Kunde einer terroristischen Vereinigung (§ 278b StGB) angehört oder dass der Kunde objektiv an Transaktionen mitwirkt, die der Geldwäscherei (§ 165 StGB – unter Einbeziehung von Vermögensbestandteilen, die aus einer strafbaren Handlung des Täters selbst herrühren) oder der Terrorismusfinanzierung (§ 278d StGB) dienen;
Die Sorgfaltspflichten umfassen auch die Pflicht die Identität eines Kunden festzuhalten (§ 6 Abs 1 Z 1 FM-GwG). Diese Legitimationsprüfung erfolgt – entsprechend der deutschen Regelung – durch persönliche Vorlage eines amtlichen Lichtbildausweises, wozu auch ein gültiger Führerschein zählt (§ 6 Abs 2 Z 1 FM-GwG). Bei juristischen oder minderjährigen Personen, muss neben der eigenen Identität auch die Vertretungsbefugnis und die Identität der vertretenen Person (bei juristischen Personen in der Regel durch Vorlage des Firmenbuchauszugs) nachgewiesen werden (§ 6 Abs 1 Z 2 FM-GwG).